# The Story of Us
"The Story of Us" je pjesma američke pjevačice Taylor Swift. Objavljena je 19. travnja 2011. kao četvrti singl s njenog trećeg studijskog albuma Speak Now. Pjesma se plasirala na 41. poziciju američke ljestice singlova i 70. poziciju na kanadskoj ljestvice singlova. Swift je pjesmu izvela na svojoj turneji Speak Now World Tour. Glazbeni video za pjesmu režirao je Noble Jones. Swift kaže da pjesma govori o neprijatnosti koja postaji između dvoje ljudi koji su bili u ljubavnoj vezi.

## Pozadina
U lipnju 2010. Swift se pojavila na CMT glazbenim nagradama, a i njen bivsi dečko je bio tu. Njih dvoje su sjedili nedaleko jedno od drugog, ali nisu razgovarali. Kada se Swift vratila kući, razgovarala je sa svojom majkom, a kasnije je napisala pjesmu "The Story of Us". Ovu pjesmu Swift je napisala zadnju za svoj album. Sumnja se da je ova pjesma o Johnu Mayeru. Ali ni Swift ni Mayer nisu komentirali ove glasine.

## Komercijalni uspjeh
Nakon izlaska albuma Speak Now, u tjednu 13. studenog 2010., "The Story of Us"  je debitirala na 41. poziciji Billboarda Hot 100. Swift je postala prvim izvodačem da ima 10 pjesama na toj listi. Na kanadskom Hot 100, pjesma debitira na sedamdesetoj poziciji.

## Glazbeni video
Video za pjesmu je režirao Noble Jones. Još je nepoznato kada će biti premijera videa.

## Popis pjesama
Digitalno preuzimanje
1. "The Story of Us" (radio edit) – 3:36

## Povijest izdavanja
| Zemlja | Datum             | Format           |
| ------ | ----------------- | ---------------- |
| SAD    | 19. travnja 2011. | Mainstream radio |

## Ljestvice
| Ljestvice (2010. – 2011.)                        | Najviša pozicija |
| ------------------------------------------------ | ---------------- |
| Kanada                                           | 70               |
| SAD (Billboard Hot 100)                          | 41               |
| Belgija (Flandarija) (Belgian Tip Singles Chart) | 15               |
| SAD (Pop Songs)                                  | 37               |